# Lates niloticus
Lates niloticus, conosciuto comunemente come persico del Nilo o persico africano, è un pesce d'acqua dolce appartenente alla famiglia Latidae.

## Distribuzione e habitat
Questa specie è diffusa in Africa, nella regione etiope e dell'Uganda in tutti i principali fiumi tra cui Nilo, Niger, Senegal, Volta, Nilo Azzurro e Congo. Si trova anche nei laghi Alberto, Turkana e Tana. È stato introdotto nel lago Vittoria.

Abita prevalentemente acque ferme o poco mosse: i giovani prediligono acque basse. In Egitto è segnalata una popolazione stabile in un lago salmastro.

## Descrizione

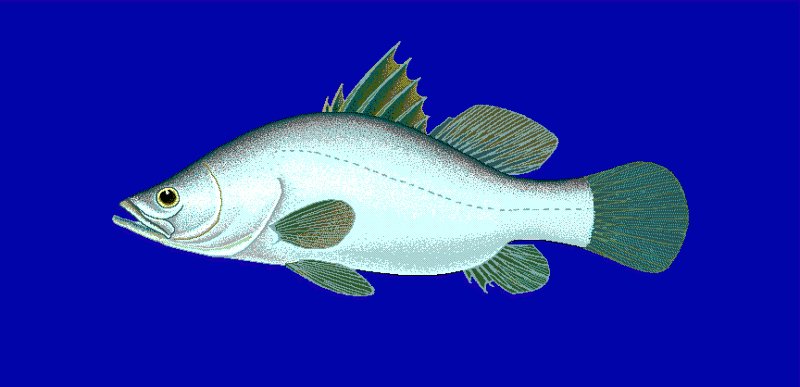

L'aspetto può ricordare quello del persico reale ma è dotato di una bocca molto più grande che supera ampiamente l'occhio, una vistosa "gobba" al centro della schiena e pinne dorsali arretrate. Queste sono due, contigue, di cui la prima armata di raggi spiniformi, l'anale è piuttosto piccola, le pettorali e le ventrali sono abbastanza grandi, la pinna caudale è arrotondata. Una grossa spina sta sul bordo dell'opercolo branchiale.

La livrea è grigio - bluastra sul dorso e bianco argento sul ventre.

Raggiunge dimensioni ragguardevoli, con 2 metri di lunghezza per 200 kg di peso.

## Riproduzione
Si riproduce tutto l'anno, in acque basse. I giovani sono macchiettati e frequentano acque libere nella prima fase della vita.

## Alimentazione
Gli adulti si nutrono di pesce, gli esemplari più giovani inseriscono nella dieta anche insetti e crostacei, mentre i più piccoli sono planctofagi.

## Effetti ecologici della sua introduzione
Questa specie è stata introdotta negli anni sessanta nel lago Vittoria dove esisteva una folta comunità di specie endemiche di ciclidi, evolutesi nell'arco di milioni di anni in un ambiente privo di predatori di grandi dimensioni. L'impatto di questo grande pesce piscivoro fu disastroso e comportò l'estinzione di decine di specie e la rarefazione di tutte le altre. Anche il ritorno economico dell'introduzione fu minore del previsto perché, a causa della sovrapesca e dell'esaurirsi delle risorse trofiche, le dimensioni medie degli esemplari sono andate diminuendo vistosamente di anno in anno.
Le drammatiche conseguenze sociali di questa introduzione sono descritte nel film L'incubo di Darwin.
La specie è stata inserita nell'elenco delle 100 tra le specie invasive più dannose al mondo.

## Pesca

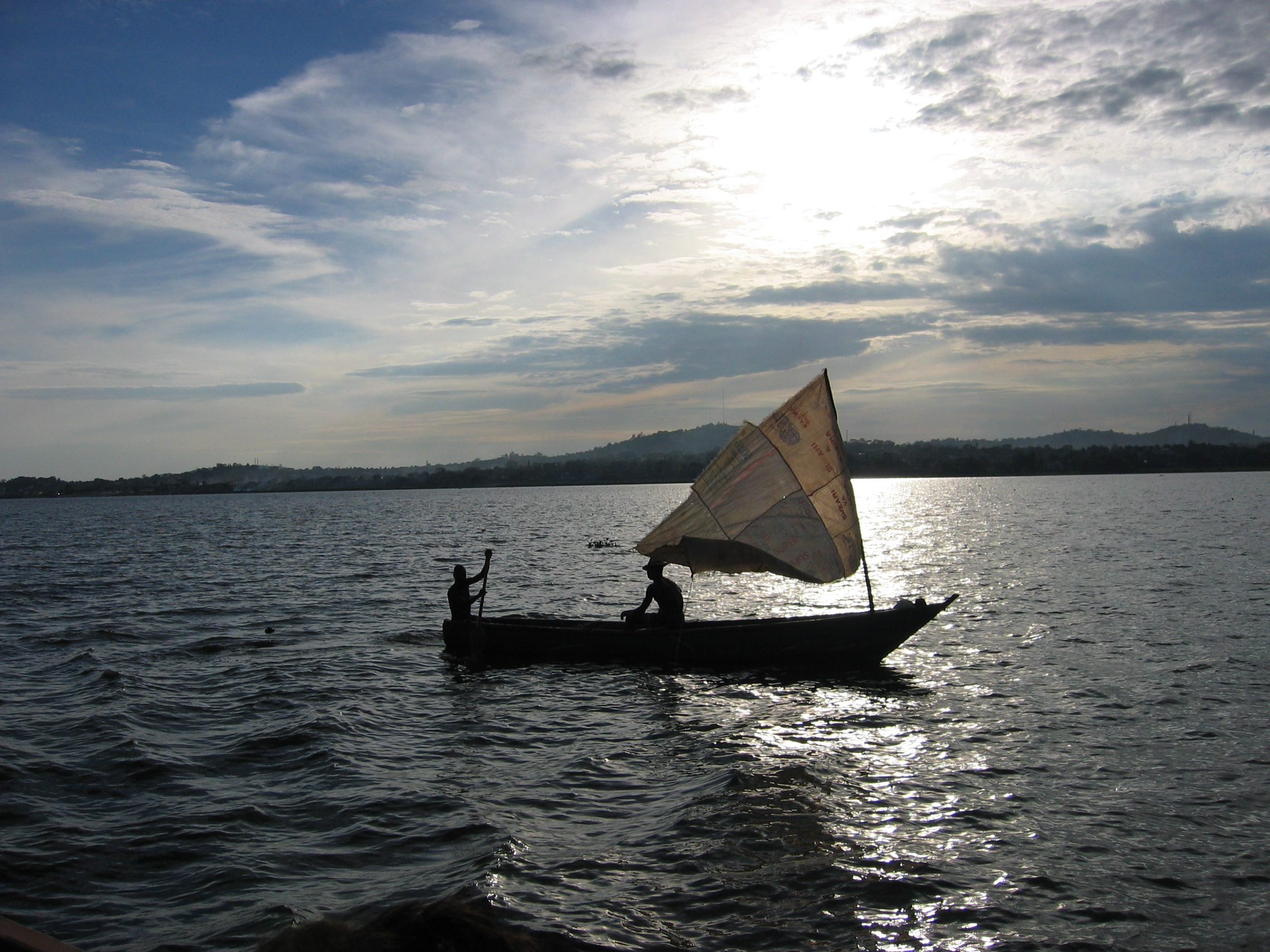
Pesca nel lago Vittoria

Questa specie è pescata professionalmente con reti e palamiti di vario tipo ed è anche catturata da pescatori sportivi con la tecnica della traina.

Le carni sono buone e prive di lische, di colore roseo e si trovano frequentemente sui mercati italiani ed europei, talvolta definite fraudolentemente come "filetti di persico" e spacciati come filetti dell'europeo persico reale.